# Gianni Zuiverloon
Gianni Michel Eugene Zuiverloon (* 30. prosince 1986, Rotterdam) je nizozemský fotbalový obránce surinamského původu, od roku 2016 hráč klubu CyD Leonesa.
Mimo Nizozemsko působil na klubové úrovni v Anglii a Španělsku.

## Reprezentační kariéra
Byl členem nizozemských mládežnických výběrů. 

Hrál na domácím Mistrovství světa hráčů do 20 let 2005 v Nizozemsku, kde jeho tým vypadl ve čtvrtfinále proti Nigérii v penaltovém rozstřelu.
Zúčastnil se také domácího Mistrovství Evropy hráčů do 21 let 2007, kde Nizozemci porazili ve finále Srbsko 4:1 a vyhráli druhý titul v řadě.
S reprezentací do 23 let si zahrál také ve 4 zápasech na Letních olympijských hrách 2008 v Číně.